# Yaoshanicus arcus
Yaoshanicus arcus är en fiskart som beskrevs av Lin, 1931. Yaoshanicus arcus ingår i släktet Yaoshanicus och familjen karpfiskar. IUCN kategoriserar arten globalt som livskraftig. Inga underarter finns listade i Catalogue of Life.